# Paromelix pattersoni
Paromelix pattersoni là một loài bọ cánh cứng trong họ Cerambycidae.